# Abbas Kiarostami
Abbas Kiarostami (pers. ‏عباس کیارستمی‎ `Abbās Kijārostamī, ur. 22 czerwca 1940 w Teheranie, zm. 4 lipca 2016 w Paryżu) – irański reżyser, scenarzysta, montażysta i producent filmowy. Również fotograf, poeta, malarz i ilustrator książek. Jeden z liderów irańskiej nowej fali, nazywany mistrzem kina irańskiego. 
Zrealizował ponad 40 filmów fabularnych, dokumentalnych i krótkometrażowych. Wprowadził kino irańskie lat 90. XX w. na ekrany europejskie i światowe, a jego filmy zdobywały nagrody na festiwalach filmowych na całym świecie.
Kiarostami zasiadał w jury konkursu głównego na 46. MFF w Cannes (1993) oraz na 52. MFF w Wenecji (1995). Był również członkiem jury sekcji "Cinéfondation" na 55. MFF w Cannes (2002), a także przewodniczącym jury Złotej Kamery na 58. MFF w Cannes (2005) oraz sekcji "Cinéfondation" na 67. MFF w Cannes (2014).
Laureat Złotej Palmy na 50. MFF w Cannes za film Smak wiśni (1997). W 1992 otrzymał Nagrodę im. Roberta Rosselliniego. UNESCO nagrodziło go w 1997 Złotym Medalem im. Federico Felliniego.

## Początki
Urodził się w Teheranie. Zaczął interesować się malarstwem już w młodym wieku. Ukończył studia na Wydziale Sztuk Pięknych Uniwersytetu Teherańskiego. W czasie studiów utrzymywał się z pracy dorywczej, pracując m.in. jako policjant kierujący ruchem ulicznym.
Po studiach, jako młody artysta plastyk, początkowo znalazł zatrudnienie w reklamie. W latach 60. projektował plakaty, ilustrował książki dla dzieci, nakręcił ok. 150 reklam dla irańskiej telewizji i tworzył czołówki do filmów.
W 1969, gdy w kinie irańskim zaczęła właśnie dochodzić do głosu nowa generacja twórców, pomógł założyć wydział filmowy w Instytucie Rozwoju Intelektualnego Dzieci i Młodzieży w Teheranie. Wydział ten w przyszłości miał się stać wylęgarnią talentów. Właśnie tam powstały dzieła twórców tzw. irańskiej nowej fali, do których zaliczał się i sam Kiarostami.

## Styl filmowy
Twórczość Kiarostamiego odzwierciedlała jego zainteresowanie prostym człowiekiem i fascynację włoskim neorealizmem. Podejmował tematy, które odnosiły się do przemijalności ludzkiej egzystencji. Unikał dosłowności i jednoznacznych odpowiedzi, proponując w zamian aluzje i niedopowiedzenia. Często pracował z aktorami–amatorami, na ogół w plenerze.
Bohaterami jego filmów były zazwyczaj dzieci. Jego styl był zbliżony do kina dokumentalnego. Swoje historie umiejscawiał najchętniej na irańskiej prowincji. Charakterystyczne były dla niego długie statyczne rozmowy bohaterów, siedzących w samochodzie. Kiarostami znany był też z tego, że często cytował współczesną poezję irańską w dialogach, tytułach i tematach swoich filmów.

## Twórczość
Uwagę krytyki międzynarodowej zwrócił na siebie tzw. trylogią Koker. Jej nazwa pochodziła od wioski na północy Iranu, w której rozgrywała się akcja wszystkich trzech filmów. W skład trylogii weszły: Gdzie jest dom mojego przyjaciela? (1987), A życie trwa dalej (1992) i Pod oliwkami (1994).
Największe sukcesy przyniosły jednak kolejne filmy. Zbliżenie (1990) było autotematycznym filmem o kręceniu filmów. Smak wiśni (1997), opowiadający o kierowcy ciężarówki chcącym popełnić samobójstwo, przyniósł Kiarostamiemu Złotą Palmę na 50. MFF w Cannes. Był to pierwszy i jak dotąd jedyny film z Iranu uhonorowany tą zaszczytną nagrodą. Następne poetyckie dzieło, Uniesie nas wiatr (1999), zdobyło Nagrodę Specjalną Jury na 56. MFF w Wenecji, drugą pod względem znaczenia nagrodę na tej imprezie. Film, którego akcja rozgrywała się w odległej kurdyjskiej wiosce, wyróżniał się tym, że wielu jego postaci widz nie mógł zobaczyć, a jedynie usłyszeć zza kadru.
Swoje ostatnie filmy - Zapiski z Toskanii (2010) i Jak zakochani (2012) – Kiarostami nakręcił po raz pierwszy poza Iranem, odpowiednio we Włoszech i w Japonii. Pod koniec życia dwukrotnie współpracował z Juliette Binoche, która zagrała u niego w Shirin (2008) i we wspomnianych Zapiskach z Toskanii. Ten ostatni film przyniósł jej nagrodę aktorską na 63. MFF w Cannes.

## Filmografia

### Reżyser
- 2012 - Jak zakochani (Like Someone in Love)
- 2010 - Zapiski z Toskanii (Copie conforme)
- 2008 – Shirin
- 2007 – Kocham kino (Chacun son cinéma, segment)
- 2005 – Bilety (Tickets, segment)
- 2002 – 10 (Dah)
- 1999 – Uniesie nas wiatr (Bad ma ra khahad bord)
- 1997 – Smak wiśni (Ta'm e guilass)
- 1995 - Lumiere i spółka (Lumière et compagnie, segment)
- 1994 – Pod oliwkami (Zire darakhatan zeyton)
- 1992 - A życie trwa dalej (Zendegi va digar hich)
- 1990 – Zbliżenie (Nema-ye Nazdik)
- 1987 - Gdzie jest dom mojego przyjaciela? (Khane-ye doust kodjast?)
- 1977 - Raport (Gozaresh)
- 1976 - Strój weselny (Lebassi Baraye Arossi)
- 1974 - Podróżnik (Mossafer)
- 1973 - Doświadczenie (Tadjrebeh)

Kiarostami napisał scenariusze do niemal wszystkich swoich filmów, sam je również najczęściej montował i je produkował.